# Christian I. (Anhalt-Bernburg)

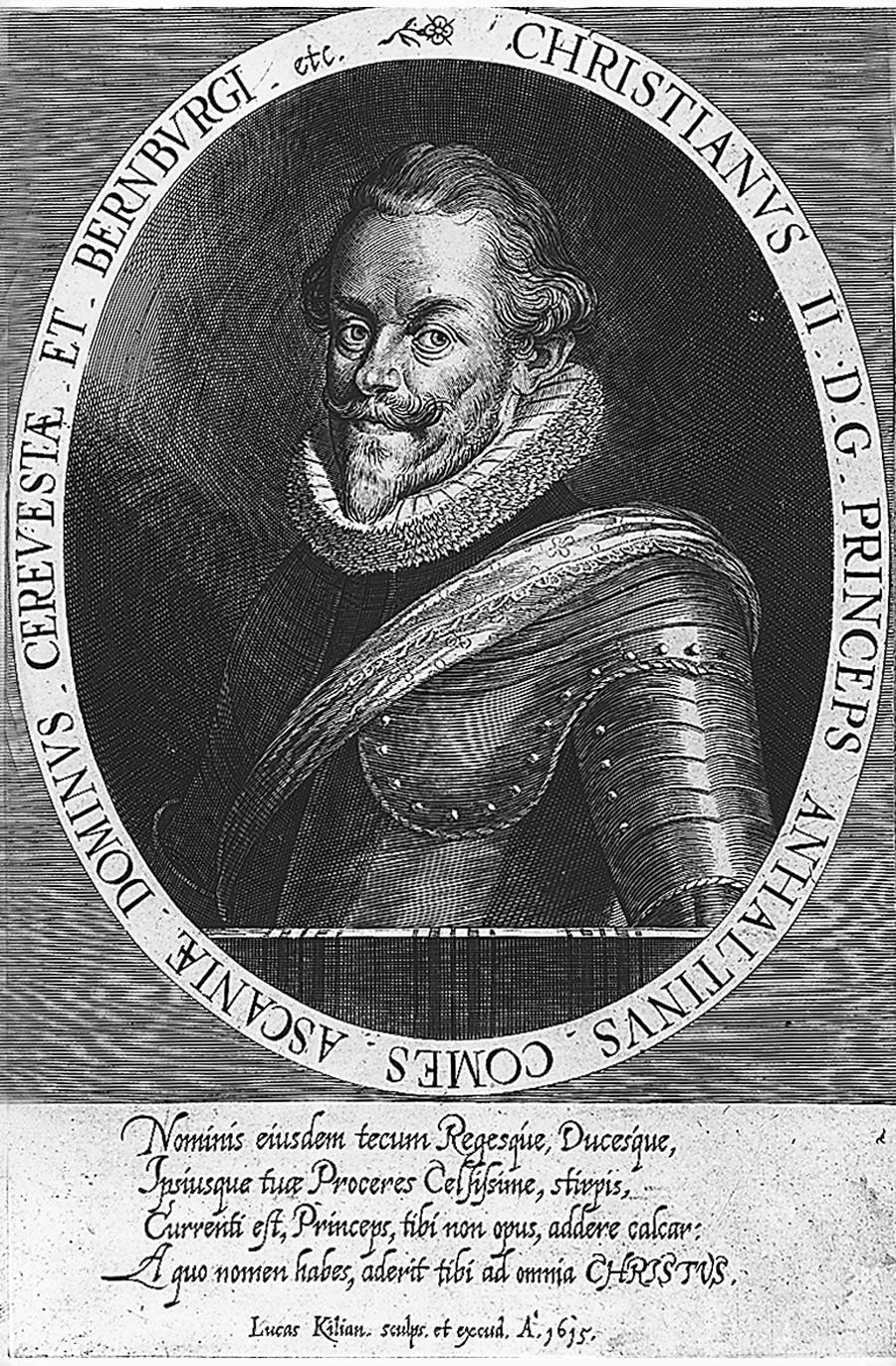
Christian I., Stich von Kilian 1615 (unrichtig als Christian II. bezeichnet)

Christian I. (* 11. Mai 1568 in Bernburg; † 17. April 1630 ebenda) war bis zu seinem Tode regierender Fürst von Anhalt-Bernburg, dazu ab 1595 Statthalter der Oberpfalz.

## Leben
Er war der zweite Sohn von Fürst Joachim Ernst von Anhalt († 1586) und dessen erster Frau Gräfin Agnes von Barby († 1569). Ab 1570 wurde er in Dessau durch Caspar Gottschalk ausgebildet, vor allem im Lateinischen, Italienischen und Französischen. Schon als Kind durfte er an diplomatischen Missionen (u. a. nach Konstantinopel) teilnehmen. Hochbegabt und weitgereist, entwickelte er sich zu einem ehrgeizigen, weltgewandten Diplomaten.
Anfang 1586 ging er nach Dresden und blieb dort mehrere Jahre als engster Freund seines Namensvetters, des sächsischen Kurfürsten Christian I., dessen calvinistische Sympathien er teilte, obwohl er unter den Alkoholexzessen am Dresdner Hofe litt.
Als 1592 der Straßburger Bistumsstreit ausbrach, unterstützte er Brandenburg gegen Lothringen.
1595 trat er als Statthalter der Oberpfalz in den Dienst Kurfürst Friedrichs IV. von der Pfalz und residierte in Amberg. Im Jahr seiner Ernennung heiratete er am 2. Juli die elf Jahre jüngere Gräfin Anna von Bentheim-Tecklenburg († 1624).
Im Alter von 37 Jahren bekannte er sich öffentlich zum Calvinismus und gründete 1608 die Protestantische Union unter der Führung Friedrichs IV. von der Pfalz eine antikatholische, antikaiserliche Vereinigung, die zur Stabilisierung der Reformation dienen sollte. Da Friedrich IV. sich als wenig politisch engagiert zeigte und das Regieren weitgehend dem Heidelberger Oberrat überließ, konnte Christian dies für ein maßgebliches Einwirken auf die politische Ausrichtung der Kurpfalz nutzen. Dabei orientierte er sich an seinem Vorbild Johann Kasimir von Pfalz-Simmern.
Mit der 1610 erfolgten Thronfolge des 14-jährigen Friedrich V. von der Pfalz wuchs Christians Einfluss am Heidelberger Hof. Als väterlicher Ratgeber des jungen und unerfahrenen Kurfürsten war er an dessen Erhebung zum König von Böhmen („Winterkönig“) maßgeblich beteiligt. Neben der Möglichkeit, eine neue zentraleuropäische Macht zu schaffen, waren es auch wirtschaftliche Überlegungen, weshalb er seinem Dienstherren zur Krone verhelfen wollte. Die Oberpfalz war zur damaligen Zeit das europäische Eisenzentrum; Böhmen war ein Brennpunkt für Zinn- und Glashandel. Ein Zusammenlegen hätte eine neue Exportmacht in zentraler Lage bedeuten können.
(Zu Christians pfälzischer Tätigkeit siehe ausführlich im Artikel Friedrich V. (Pfalz).)
Von seinem Halbbruder Fürst Ludwig I. von Anhalt-Köthen wurde Fürst Christian I. 1619 in die Fruchtbringende Gesellschaft aufgenommen. Dieser verlieh ihm den Gesellschaftsnamen der Sehnliche und das Motto nach Dir. Als Emblem wurde ihm ein langer Stengel voll Sonnenblumen sich nach der Sonnen wendende (Helianthus annuus L.) zugedacht. Im Köthener Gesellschaftsbuch findet sich der Eintrag Fürst Christians unter der Nr. 26. Dort ist auch das Reimgesetz vermerkt, mit welchem er sich für die Aufnahme bedankt:
Meyn mundt alleyn das sag,
Das Dir Gefallen mag,
Meyn Hertz ihm nichts Vorsetze,
Das Dich meyn Fels O Herr.
Vnd meyn Heylant beschwer
Erzorn oder vorletze.

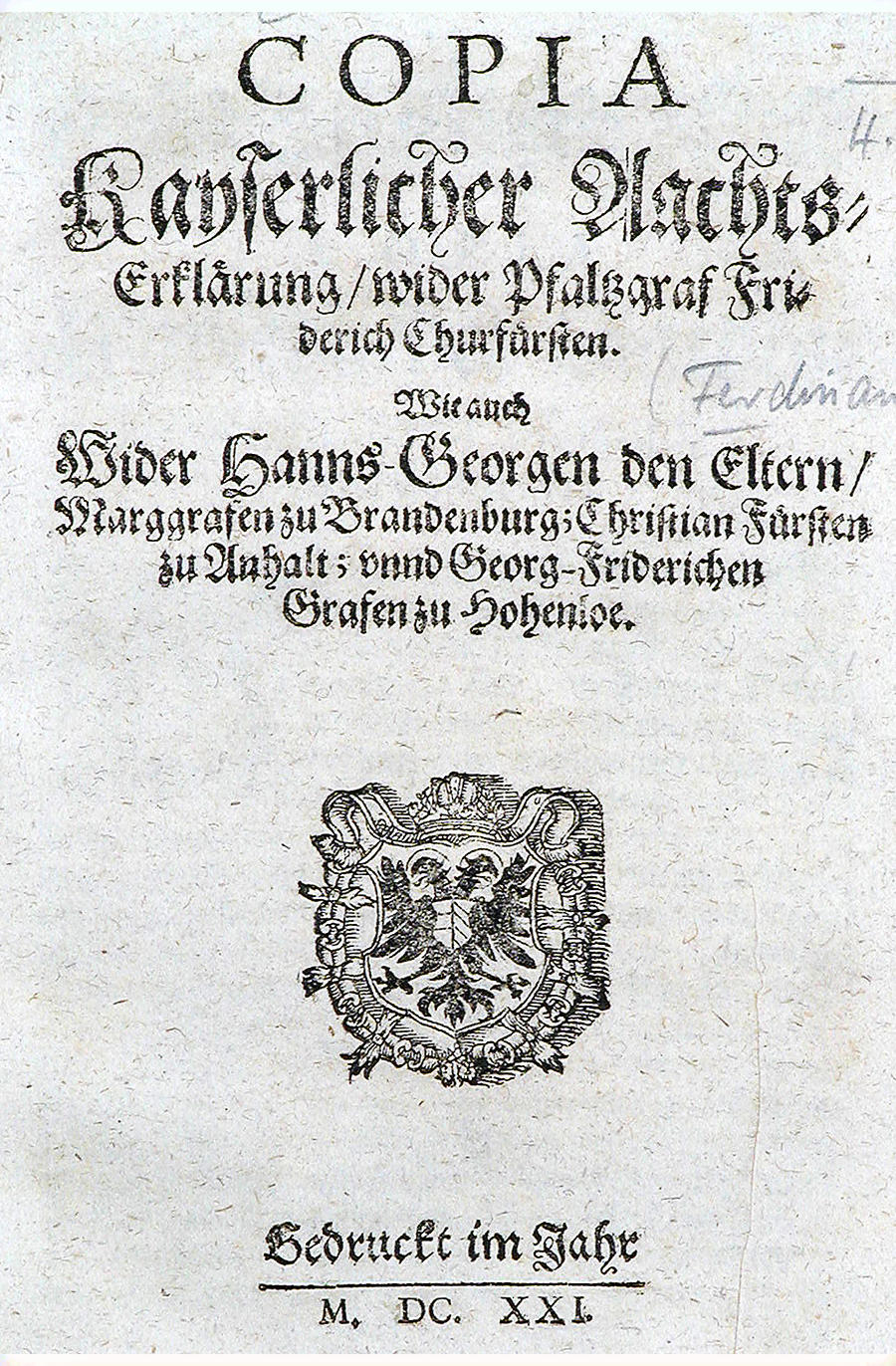
Reichsacht des Kaisers Ferdinand II. gegen Friedrich V. von der Pfalz, Christian I. von Anhalt-Bernburg und andere

In der Schlacht am Weißen Berg (8. November 1620) unterlag das von Christian I. geführte böhmische Heer dem Heer der katholischen Liga. Christian wurde geächtet und floh ins Exil nach Schweden und von dort ins dänische Flensburg. Die Union löste sich schon 1621 auf. Fürst Ludwig entsandte Diederich von dem Werder zum Kaiser nach Wien, um die Aufhebung der Reichsacht zu erwirken, die am 19. Juli 1624 erfolgte und Christian I. erlaubte, nach Schloss Bernburg zurückzukehren.
Fürst Christian I. starb am 17. April 1630 im Alter von 62 Jahren in Bernburg. Er ließ noch zu Lebzeiten eine Familiengruft in der Bernburger Schlosskirche St. Aegidien einbauen und war der erste Fürst von Anhalt-Bernburg, der darin beigesetzt wurde. Sein 1599 in Amberg geborener Sohn Fürst Christian II. von Anhalt-Bernburg folgte ihm in der Regierung.
Sein „Diarium“ oder Tagebuch, das Johann Christoph Beckmann noch im Original vorlag, ist nicht mehr erhalten.

## Nachkommen
Christian I. heiratete 1595 in Lohrbach Anna (1579–1624), Tochter des Grafen Arnold III. von Bentheim-Tecklenburg. Von fünf Söhnen und elf Töchtern überlebten ihn nur drei Söhne und sechs Töchter:
- Friedrich Christian (*/† 1596)
- Amalie Juliane (1597–1605)
- Christian II. (1599–1656), Fürst von Anhalt-Bernburg

⚭ 1625 Prinzessin Eleonore Sophie von Schleswig-Holstein-Sonderburg-Plön (1603–1675)
- Eleonore Marie (1600–1657)

⚭ 1626 Herzog Johann Albrecht II. zu Mecklenburg (1590–1636)
- Tochter (*/† 1601)
- Sibylle Elisabeth (1602–1648)
- Anna Magdalene (1603–1611)
- Anna Sophie (1604–1640)
- Luise Amalie (1606–1635)
- Ernst (1608–1632)
- Amoena Juliane (1609–1628)
- Agnes Magdalene (1612–1629)
- Friedrich (1613–1670), Fürst von Anhalt-Harzgerode

⚭ 1. 1642 Gräfin Johanna Elisabeth von Nassau-Hadamar (1619–1647)
⚭ 2. 1657 Gräfin Marie Elisabeth zur Lippe-Detmold (1612–1659)
- Sophie Margarete (1615–1673)

⚭ 1651 Fürst Johann Kasimir von Anhalt-Dessau (1596–1660)
- Dorothea Mathilde (1617–1656)
- Friedrich Ludwig (1619–1621)